# Амеба (камуфляж)
МКК (рос. Маскировочный камуфлированный костюм), більш відомий як «Амёба» — перший радянський камуфльований маскувальний костюм, прийнятий на озброєння РККА в 1938 році.

## Історія
Маскувальний костюм МКК був прийнятий Червоною армією в 1938 році й був на озброєнні інженерів, снайперів, повітряно-десантних військ, передових артилерійських спостерігачів і розвідувальних частин протягом усієї Німецько-радянської війни.
МКК був накидкою з амебоподібними плямами в кількох колірних гамах залежно від сезону та навколишньої місцевості (літо, весна-осінь, пустеля та для гірських районів), крім того, значення мала і фабрика-виробник. Накидка одягалася поверх звичайної форми (камуфляжні костюми, що складались з вільної куртки та штанів з'явились лише в середині війни). Слід зазначити, що камуфляж «амеба» не забезпечував злиття закамуфльованого об'єкту з навколишнім середовищем, а «розбивав» силует людини, тобто функціонував як «деформаційний камуфляж».
Костюм випускався як у вигляді накидок, так і у формі цільнокроєного маскувального комбінезону. Уніформа цього зразка час від часу продовжувала використовуватися протягом наступних кількох десятиліть, а у резервістів і курсантів ще довше. Цей камуфляж широко відомий під неофіційною назвою «амеба» (через форму малюнка).

## Інші країни
В Східній Німеччині через кілька років після Другої світової війни на основі радянського камуфляжу «Амеба» вироблявся камуфляж M49 (нім. Sowjetische tarnbekleidung або нім. Russisches tarnmuster), який використовувався до 1956 року, коли його було замінено на новий камуфляж Flächentarn вже власної розробки НДР.